# 서광초등학교 (광주)
서광초등학교는 대한민국 광주광역시 서구 쌍촌동에 있는 초등학교다.

## 학교 연혁
- 1983년 6월 28일 쌍촌국민학교로 설립 인가
- 1985년 3월 11일 서광국민학교로 개교
- 1996년 3월 1일 서광초등학교로 개칭
- 2001년 9월 1일 서광우정관(강당) 및 급식실 개관
- 2019년 9월 1일 제14대 이옥임 교장선생님 부임
- 2020년 1월 3일 제34회 졸업(졸업생 75명, 총 6671명 배출)
- 2020년 3월 1일 23학급 편성
- 2021년 1월 14일 제35회 졸업(졸업생 79명, 총 6750명 배출)
- 2021년 3월 1일 22학급 편성

## 학교 상징
- 교화 - 철쭉 : 사랑, 열정
- 교목 - 은행나무 : 개성, 기상
- 교색 - 녹색 : 의지, 화합

## 서광교육
- 건전한 인성 함양
- 기초 교육의 충실
- 창의성 계발 촉진

## 참고 자료
- 서광초등학교 - 한국교육학술정보원 학교알리미